# Lijst van rijksmonumenten in Krimpen aan den IJssel
De plaats Krimpen aan den IJssel telt 14 inschrijvingen in het rijksmonumentenregister. Hieronder een overzicht.
| Object                                                                                 | Oorspronkelijke functie? | Bouwjaar                 | Architect | Locatie                  | Coördinaten?                  | Nr.?   | Afbeelding                     |
| -------------------------------------------------------------------------------------- | ------------------------ | ------------------------ | --------- | ------------------------ | ----------------------------- | ------ | ------------------------------ |
| Boerderij onder rieten wolfdak                                                         | Boerderij                | 18e eeuw                 |           | IJsseldijk 134           | 51° 55' 25" NB, 4° 36' 51" OL | 23812  | Boerderij onder rieten wolfdak |
| Dwarshuis                                                                              | Woonhuis                 | 17e eeuw                 |           | IJsseldijk 208           | 51° 55' 30" NB, 4° 35' 59" OL | 23814  | Dwarshuis                      |
| Dwarshuis                                                                              | Woonhuis                 | derde kwart 19e eeuw     |           | IJsseldijk 210           | 51° 55' 29" NB, 4° 35' 60" OL | 23815  | Dwarshuis                      |
| Johanna/Maria-hoeve                                                                    | Boerderij                | tweede kwart 19e eeuw    |           | IJsseldijk 218           | 51° 55' 27" NB, 4° 35' 56" OL | 23816  | Meer afbeeldingen              |
| Boerderij met dwars woongedeelte onder zadeldak tussen puntgevels, waarop schoorstenen | Boerderij                | 1830                     |           | IJsseldijk 222           | 51° 55' 25" NB, 4° 35' 53" OL | 23817  | Meer afbeeldingen              |
| Nederlands Hervormde Kerk: zaalkerk                                                    | Kerk en kerkonderdeel    | 1865 (kerk) 1894 (orgel) |           | IJsseldijk 232           | 51° 55' 22" NB, 4° 35' 47" OL | 23818  | Meer afbeeldingen              |
| Toren van de Nederlands Hervormde Kerk                                                 | Kerk en kerkonderdeel    |                          |           | IJsseldijk bij 232       | 51° 55' 23" NB, 4° 35' 46" OL | 23819  | Meer afbeeldingen              |
| Boerderij "Crimpenerhof" (Streekmuseum voor de Krimpenerwaard)                         | Boerderij                | 18e eeuw                 |           | IJsseldijk 312/314       | 51° 55' 12" NB, 4° 35' 17" OL | 23820  | Meer afbeeldingen              |
| Woonhuis scheepswerf                                                                   | Woonhuis                 | 1880-1900                |           | IJsseldijk 332           | 51° 55' 10" NB, 4° 35' 2" OL  | 516055 | Woonhuis scheepswerf           |
| Houten loods                                                                           | Opslag                   | 1875-1900                |           | IJsseldijk tegenover 332 | 51° 55' 10" NB, 4° 35' 2" OL  | 516056 | Houten loods                   |
| Houten loods met woonhuis                                                              | Opslag                   | 1875-1900                |           | IJsseldijk tegenover 332 | 51° 55' 10" NB, 4° 35' 2" OL  | 516057 | Meer afbeeldingen              |
| Boerderijcomplex: boerderij met dwarshuis                                              | Boerderij                | 1890-1900                |           | IJsseldijk 296           | 51° 55' 14" NB, 4° 35' 22" OL | 516060 | Meer afbeeldingen              |
| Boerderijcomplex: schuur                                                               | Boerderij                | 1875-1900                |           | IJsseldijk 298           | 51° 55' 14" NB, 4° 35' 22" OL | 516061 | Upload foto                    |
| Gemaal Reinier Blok                                                                    | Gemaal                   | 1868                     |           | Breekade 2               | 51° 55' 40" NB, 4° 37' 2" OL  | 516062 | Meer afbeeldingen              |

Alblasserdam ·
Albrandswaard ·
Alphen aan den Rijn ·
Barendrecht ·
Bodegraven-Reeuwijk ·
Capelle aan den IJssel ·
Delft ·
Den Haag ·
Dordrecht ·
Goeree-Overflakkee ·
Gorinchem ·
Gouda ·
Hardinxveld-Giessendam ·
Hendrik-Ido-Ambacht ·
Hillegom ·
Hoeksche Waard‎ ·
Kaag en Braassem ·
Katwijk ·
Krimpen aan den IJssel ·
Krimpenerwaard ·
Lansingerland ·
Leiden ·
Leiderdorp ·
Leidschendam-Voorburg ·
Lisse ·
Maassluis ·
Midden-Delfland ·
Molenlanden ·
Nieuwkoop ·
Nissewaard ·
Noordwijk ·
Oegstgeest ·
Papendrecht ·
Pijnacker-Nootdorp ·
Ridderkerk ·
Rijswijk ·
Rotterdam ·
Schiedam ·
Sliedrecht ·
Teylingen ·
Vlaardingen ·
Voorne aan Zee ·
Voorschoten ·
Waddinxveen ·
Wassenaar ·
Westland ·
Zoetermeer ·
Zoeterwoude ·
Zuidplas ·
Zwijndrecht